# ساختمان‌های سبز در بنگلادش
بنگلادش آسیب‌پذیرترین کشور در جهان است که این ناشی از تغییرات اقلیم در این منطقه است. این کشور، نهمین کشور جهان به لحاظ جمعیت بوده و از نظر ازدحام، دوازدهمین کشور جهان می‌باشد، جمعیت رو به رشدش و فضاهای زمینی محدود، فشارهای زیادی را بر روی اکوسیستم‌های شهری وارد ساخته است.
دهاکا که پایتخت بنگلادش است، خودش تحت تغییر شکل‌های شدیدی در سال‌های اخیر بوده تا به نرخ فزایندهٔ شهرنشینی دست یابد. این تغییر به واسطهٔ تغییرات گسترده در بنگاه‌ها، ساختمان‌سازی و صنعت ساختمان‌سازی، ایجاد شده‌است. دهاکا، یکی از پرجمعیت‌ترین شهرهای دنیا می‌باشد. بر حسب سنجش‌های یکپارچه شده از جوامع ملی در یک نمایش، اجتناب از فجایع انسان ساز را که ناشی از تغییرات اقلیم و سانحات بیشتر می‌باشد، سازگار کرده‌است. جنگل‌زدایی منجر به فاجعه‌های دست‌ساز متعددی در تاریخ کشور شده‌است.
ساختمان‌های سبز، استفادهٔ مکفی از آب و انرژی را تضمین می‌کند و ملت در تلاش برای تولید جریان الکتریسیته می‌باشد و از کمبود آب رنج می‌برد.

## پیش زمینه
اولین ساختمان سبز در بنگلادش به واسطهٔ گروه مؤسس محیط ساخت پایدار – بنگلادش (شورای ساختمان سبز بنگلادش) ایجاد شد، SanwarAzam مؤسس از سال ۲۰۰۸، کارهایی را در این زمینه انجام داد تا ذی نفعان را به سمت کشوری سبزتر، سوق دهد؛ و اظهار کرد با جمعیت رو به رشد، دریک سرزمین رو به تقلیل و شهرسازی سریع به کلان شهر "سبز شدن" به صورت یک بازاریابی یرای سازمان‌های گوناگون در آمده ‌است و این در حالی است که هیچ روش کمی برای قضاوت در رابطه با پایداری ساختارها وجود ندارد. او هیئتی مرکزی را را برای پروژه‌های جالب و شرکت‌ها ارائه دهد. به علاوه، او یک LEED پیشنهاد داد تا گواهی‌های ابزار مشابه مربوط به نرخ ساختمان‌های داوطلبانه را توصیه کرد که بدست آوردنشان بسیار ارزان‌تر بود و موردی که در شرایط‌های اجتماعی – اقتصادی بهتری قرار داشت و به محیط ساخت و فرهنگ ساخت و سازش مرتبط بود همچین نیاز برای برنامه‌های آموزشی در طرح‌های پایدار را مورد تأکید قرار داد و دانشگاه‌های مختلف در بنگلادش برنامه‌ریزی کردند تا اصول ساختمان‌های سبز را در برنامهٔ درسی و آموزشی شان، ترویج دهند، همان‌طور که در دانشگاه مهندسی و تکنولوژی و دانشگاه BRAC بنگلادش و دانشگاه بین‌المللی آمریکا – بنگلادش، دانشگاه شمال جنوب، دانشگاه آسیا، اجرا شد. دکتر طلاح الدین مشاور کمیتهٔ تحصیلاتی ساختمان سبز بنگلادش بود، اظهار آرامش کرد که در محیط محدود شده، چنین ساختارها و ساختمان‌هایی راحت‌تر و رضایت بخش تر خواهد بود، و اما از همه مهمتر مستقیماً چندین مبحث ملی را مانند حفظ آب و انرژی را، نشان یابی می‌کند. دولت بنگلادش در سال ۲۰۰۹ ارتباطش را با ساختمان‌هایی که جدیداً ساخته شده بودند، قطع کرد که این بدان معنا بود که خانه‌های جدید به دلیل کمبود دسترسی به انرژی، آب نداشتند. کارشناسان موافق بودند که یک ابزار نرخ گذاری، نه تنها اهداف دولت را برای جوامع پایدار تسهیل می‌کند، بلکه شش هدف "سیاست آب ملی ۱۹۹۹" توسط بانک جهانی و نیز سیاست انرژی تجدید پذیر ۲۰۰۸ را توسط وزارت نیرو و انرژی تحقق می‌بخشد. در رویدادی با کارشناسان معماری و ساختمان سازی، او برای یک نیاز ملی برای توسعهٔ پایدار در صنعت ساختمان‌سازی رو به رشد ملی اصرار نمود و محکمه‌ای را در سازمان ملی بنگلادش به راه انداخت. او بر روی کاهش ساتعات کربن از GBC برای عمل کردن به عنوان Siemens & Energpac ساختمان‌ها، تأکید کرد.
در آن شرکت‌های ملی و بین‌المللی انرژی مانند مجمع شرکت کردند تا نقش ذی نفعان شرکت را به خود اختصاص دهند، این در حالی بود که طرفداران پانل دولتی تغییرات اقلیم در رابطه با (1pcc) (مجمع و آئین چارچوب ملیت‌های) متحده و UNFCCC اظهار نظر کردند.
در ابتدا با حداقل حمایت دولت، برنامهٔ تغییر شکل اظهار Sanwar, The independent بازار با گام‌های هزینه یی مؤثر بود. در مصاحبهٔ دیگری اعلام کرد که تصورات اشتباهی در رابطه با هزینهٔ مؤثر ساخت و طراحی سبز وجود دارد و اینکه تولید فزاینده و ذخایر انرژی یک ساختمان سبز، از هزینهٔ اولیهٔ آن بیشتر می‌باشد. در رابطه با امکان، او اظهار کرد که بسیار گران‌قیمت می‌باشد و بنگلادش LEED پذیری استفادهٔ گسترده از گواهی‌های در فرایند توسعهٔ یک سیستم نرخ گذاری ساخت و ساز سبز در مفاد منطقه‌ای می‌باشد. این فعالییت‌ها همچنین توسط کارشناسان ملی و منطقه‌ای ترویج یافته‌است. نظرات کلی برجستهٔ معماران موفق از قبیل مصطفی خالد پالاش، و رفیق اعظم، پایگاه و سکوی را به عنوان راهی برای بنگلادش BGBC تعریف کرد تا سبز را بر حسب وقایع و رویدادهای ملی تعریف کنند. موسسهٔ معماران بنگلادش، اشاره کردند که چنین استانداردهای ساختمان‌های سبز و ابزارها، منجر به BGBC، مؤسسان حفاظت می‌شود و این در حالی است که ساختمان‌ها از آب و جریان الکتریسیته به میزان کمتری استفاده می‌کنند، و همچنین نیاز به کاهش ساتعات کربن در این ساختمان‌ها و ساخت و سازها را ایجاد می‌کند. در همین قرار ملاقات، سر معمار وزارت کارهای عام و خانه‌داری بنگلادش در رابطه با نقش دولت صحبت کرد. در سال ۲۰۱۲، وزارت کارهای عام شروع به کار با بانک جهانی کرد تا کارایی آب و انرژی و کاهش ساتعات را از طریق کدهای ساختمان و ساخت و سازهای سبز را مورد مطالعه قرار دهد.